# Cerknica

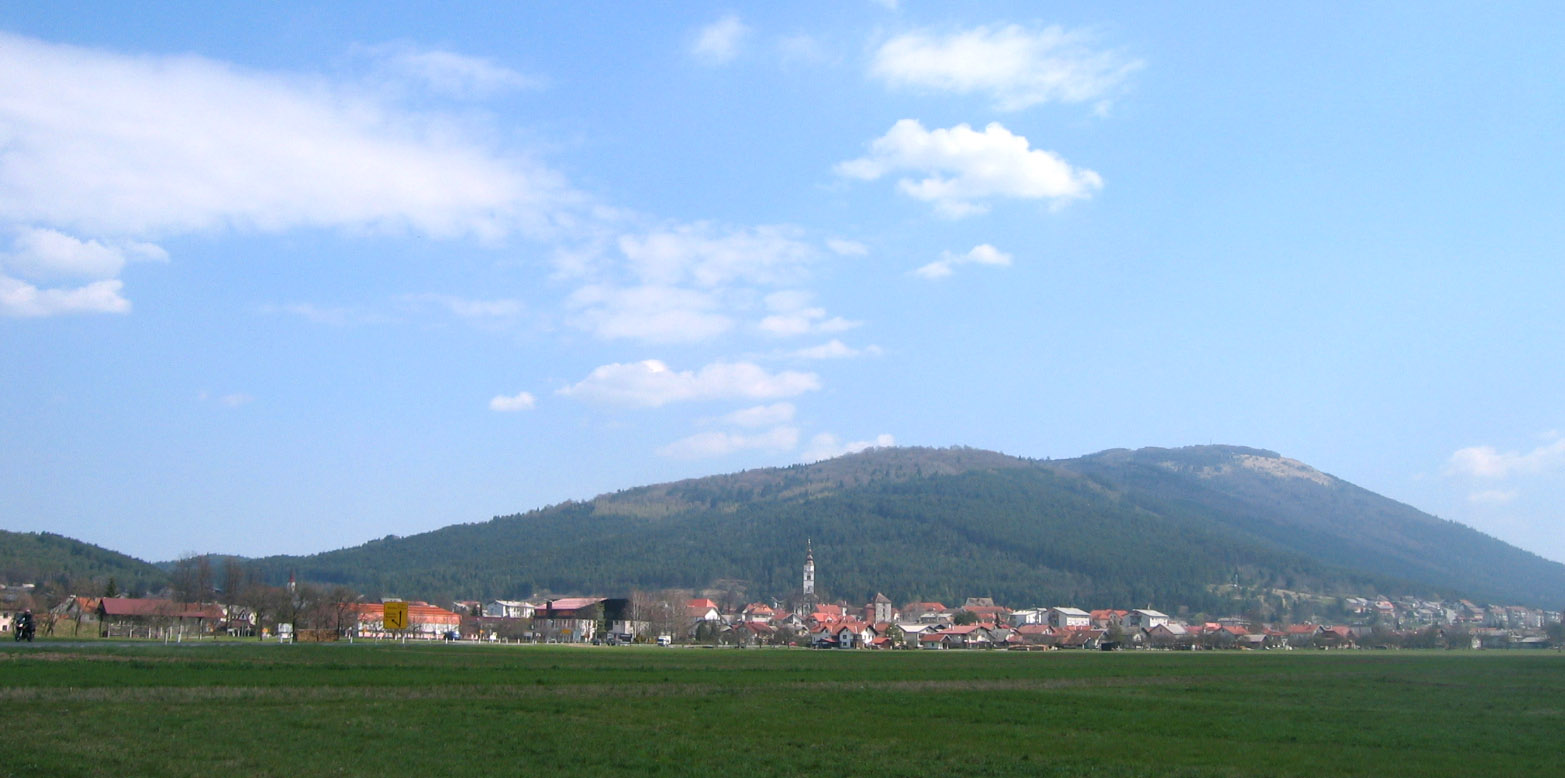
Cerknica vor dem Berg Slivnica

Die Stadt Cerknica (deutsch Zirknitz; italienisch Circonio) ist eine Kleinstadt in der Region Notranjska im Südwesten Sloweniens. Sie ist Hauptort der Gemeinde Cerknica.
Das bekannteste Wahrzeichen der Gegend ist der Zirknitzer See Cerkniško jezero im Süden der Stadt, der größte See Sloweniens.

## Geschichte
Cerknica wurde erstmals 1040 in schriftlichen Quellen als Circhinitz erwähnt (und 1145 als Czirknicz, 1261 als Cyrknitz und 1581 als Cirnizza). Der Name leitet sich von *Cerkvna (vas) „Kirchendorf“. Eine Kirche wurde in Cerknica schon sehr früh gegründet, wahrscheinlich bereits im 9. Jahrhundert. Die ursprüngliche Struktur wurde 1472 bei einem osmanischen Angriff niedergebrannt.
Auf dem Gemeindegebiet wurden in mehreren Orten Massengräber aus der Zeit des Zweiten Weltkriegs gefunden.